# Louvres
 Louvres  es una población y comuna francesa, en la región de Isla de Francia, departamento de Valle del Oise, en el distrito de Sarcelles y cantón de Goussainville.

## Demografía
| 2311 | 3355 | 7961 | 7385 | 7508 | 8797 |
| Para los censos de 1962 a 1999 la población legal corresponde a la población sin duplicidades (Fuente: INSEE [Consultar]) |      |      |      |      |      |

## Personajes ilustres
- Barthélemy Tremblay, escultor nacido en Louvres hacia 1568.